# 丹朱
丹朱，本姓祁，名朱，丹朱最初的封地在丹渊（丹水），故称之为丹朱，是中國古代君主帝堯十子中的长子，傳說堯創下圍棋以教丹朱。

## 生平

### 竹書紀年內相關
当时帝尧的中原华夏酋邦发生危机，权臣后稷把丹朱派到离尧较远的丹水流域（其封地在今河南省淅川县的丹水流域，秦朝曾设在此地设丹水县）做诸侯。舜代尧执政后，囚禁了尧，为了不让丹朱知道真相，阻止丹朱看望尧，舜并逼迫尧禅位于他，丹朱知道后，率三苗之兵伐舜，双方在丹浦展开大战。丹朱的得力大将夸父因“逐日”误入大泽而死，失去重要助力。而帝舜有以射箭闻名的后羿助阵，最终丹朱败于舜，舜夺帝位。由于这次大战双方伤亡惨重，后来丹朱被描绘成“凶神”或主管灾祸的“邪神”，甚至有一支后裔被称为“狸姓”，遇到灾荒之年朝廷还请狸姓人去祈祷消灾。

### 傳統史書：尧舜禅让
帝尧崩后，丹朱离开丹水回华夏部落奔丧，身為堯指定繼承人的舜却躲到南河之南，因此丹朱称了三年的帝，故《竹书纪年》、《山海经》等古籍将丹朱称为“帝丹朱”。又因为丹朱是三苗首领并称帝三年，故在南方的少数民族聚居地区地位崇高，被湖南、广东等地被奉为衡山皇、丹朱皇。丹朱称帝期间，天下人心歸於舜，並不理會丹朱，大臣们全跑到南河之南朝觐舜而不朝觐丹朱。于是，舜认为这是天意，便在人民的呼声中登上了帝位。是为“尧舜禅让”。舜称帝后，后改封丹朱为“房邑”侯，封地上因有一上古女娲神庙“房”而得名“房邑”。因“禅让”之故，帝舜对丹朱及其家族不敢以臣下视之，对房人优礼有加。《竹书纪年》则称“丹诸（朱）辟（避）舜于房”，言丹朱尊父命而让天下于舜，自己远避于房地也。丹朱死后，其子陵袭封，并以封地为姓，后世称“尧帝世孙，得邑为姓”。

## 后记
- 朱砂：西晋张华《博物志/卷七》载：“烧铅锡成胡粉，犹类也。烧丹朱成水银，则不类。”清代蒲松龄《聊斋志异·荷花三娘子》载：“履脱及地，化为石燕，色红于丹朱，内外莹澈，若水精然。”

- 赤色，或指赤色颜料。《礼记·郊特牲》：“绣黼丹朱中衣，大夫之僭礼也。”孔颖达疏：“丹朱，赤色。”《后汉书·东夷传·倭》：“并以丹朱坋身，如中国之用粉也。”清《秋怀》诗：“恶少数羣丸赤白，好官平日毂丹朱。”

- 传说中的齿神名。明孙瑴《龙鱼河图》：“齿神名丹朱。”

## 参看
- 長子縣
- 丹水县
- 杜伯